# Marshall Rogers (fumettista)
William Marshall Rogers III (Queens, 22 gennaio 1950 – Fremont, 24 marzo 2007) è stato un fumettista e illustratore statunitense.
Conosciuto per i molti lavori alla Marvel e alla DC Comics durante gli anni Settanta, in particolare sulle testate dedicate a Silver Surfer e Batman. Ha illustrato anche una delle prime graphic novel, Detectives Inc. (1979).

## Biografia
William Marshall Rogers III nacque nel Queens e crebbe qui e ad Ardsley, New York. Studiò disegno meccanico al liceo e poi frequentò la Kent State University, in Ohio dove frequentò architettura, in particolare disegno architettonico. I suoi lavori erano caratterizzati da un'alta precisione nella rappresentazione degli edifici e delle strutture in genere.

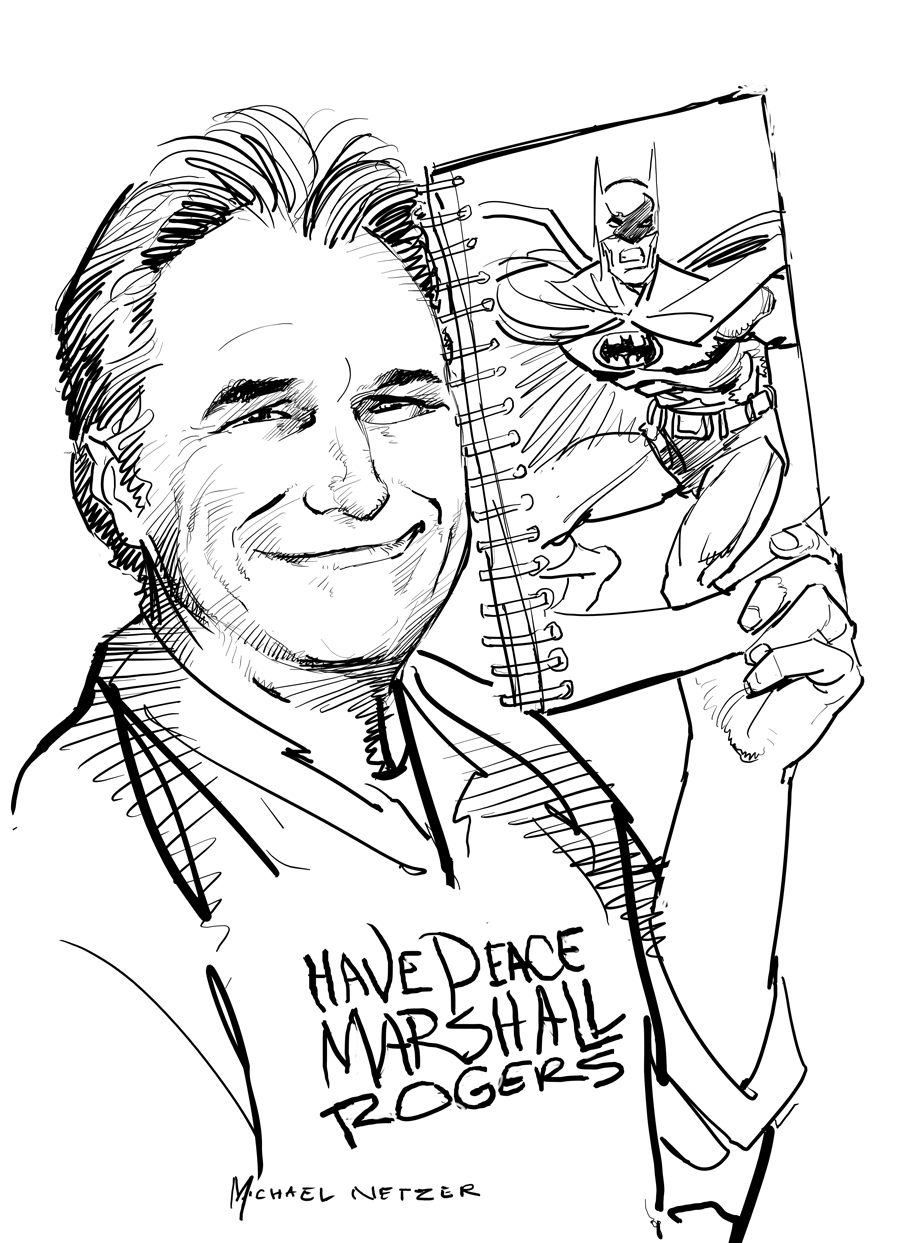
Marshall Rogers ritratto da Michael Netzer.

Lasciò il college nel 1971, prima della laurea, e tornò a New York, dove scoprì che la famiglia si sarebbe trasferita a Denver, Colorado. Sperando di rimanere in città, completò una storia di 52 pagine che aveva iniziato all'università e la presentò, nel 1972, al manager della Marvel Comics, John Verpoorten, che la accettò. Successivamente svolse diversi lavori e continuò a realizzare illustrazioni, entrando in contatto più volte con la Marvel e la DC Comics, finché, nel 1977, i suoi disegni interessarono Marie Severin e Vince Colletta, i direttori artistici delle due compagnie.
Alcuni dei suoi primi fumetti apparvero, in bianco e nero, nella rivista The Deadly Hands of Kung Fu, dove lavorò con Chris Claremont su una storia riguardante "Pugno d'acciaio".
Con lo sceneggiatore Steve Englehart nella sequenza di Detective Comics # 471-476 (agosto 1977-aprile 1978) contribuì a definire le cupe atmosfere del Cavaliere Oscuro, preludio all'adattamento cinematografico di Tim Burton del 1989. La coppia Englehart/Rogers venne definita dallo storico dei fumetti Robert Greenberger come "una delle migliori" ad aver lavorato sul personaggio di Batman. I due realizzarono anche un minisequel, Batman: Dark Detective, e collaborarono per The Silver Surfer. Con lo scrittore Len Wein, Rogers creò la terza versione del supercattivo Clayface.
Una storia di Englehart-Rogers con protagonista Madame Xanadu fu pubblicata nel 1981. Nel 1986, Rogers disegnò l'adattamento grafico di "Demon with a Glass Hand", episodio della serie televisiva The Outer Limits. Realizzò anche lavori indipendenti per la Eclipse Comics, tra cui il primo Coyote con Englehart, e Cap'N Quick & A Foozle.
Rogers morì sabato 24 marzo 2007 nella sua casa di Fremont (California). Fu ritrovato da suo figlio, e venne ipotizzato che la morte fosse stata causata da un attacco cardiaco.

## Vita privata
La madre di Rogers era Ann White Rogers. Aveva una sorella, Suzanne, e un fratellastro, Russell Young.